# Flugplatz Heide-Büsum
Flugplatz Heide-Büsum, også benævnt Heide-Büsum Airport (IATA: HEI, ICAO: EDXB), er en regional lufthavn 5 km nord/øst for Büsum, 12 km syd/vest for Heide, Kreis Dithmarschen, i delstaten Slesvig-Holsten, Tyskland.
Lufthavnen bliver primært brugt til sportsfly og svævefly.
Ostfriesische Lufttransport har regelmæssigt flyvninger på ruten til Flugplatz Helgoland på øen Helgoland. 